# Stazione di Olten
La stazione di Olten è la principale stazione ferroviaria a servizio dell'omonima cittadina svizzera. È gestita dalle Ferrovie Federali Svizzere. Benché situata in una piccola città, la sua posizione di snodo del traffico tra diverse linee nazionali la rendono uno dei maggiori scali del Paese. Su Olten confluiscono le linee per Zurigo, Berna, Basilea, Lucerna e Biel/Bienne.